# Battle Isle 3: Shadow of the Emperor
Battle Isle 3: Shadow of the Emperor (Battle Isle 2220: Shadow of the Emperor en Amérique du Nord) est un jeu vidéo de tactique au tour par tour développé et édité par Blue Byte, sorti en 1995 sur Windows.

## Accueil
| Battle Isle III |      |       |
| Média           | Pays | Notes |
| Gen4            | FR   | 76 %  |
| Joystick        | FR   | 90 %  |
| PC Gamer US     | US   | 80 %  |